# Mysmenopsis tengellacompa
Mysmenopsis tengellacompa là một loài nhện trong họ Mysmenidae.
Loài này thuộc chi Mysmenopsis. Mysmenopsis tengellacompa được Norman I. Platnick miêu tả năm 1993.